# Championnat de France Superdivision de tennis de table 1998-1999
Pour un article plus général, voir Championnat de France Pro A de tennis de table.
Navigation
Superdivision 1997-1998 Superdivision 1999-2000
Le Championnat de Superdivision de tennis de table 1998-1999 est la 9e édition du championnat de Superdivision, plus haut niveau des championnats de France de tennis de table par équipes. Il oppose les huit meilleures équipes de France dans le championnat masculin et les huit meilleures équipes féminines.

## Organisation du championnat
Le championnat se déroule dans une poule unique. Les rencontres se déroulent au meilleur des 7 parties. Le Champion de France est désigné à l'issue de la saison régulière.

## Longévité en cours
- Levallois UTT est l'undecuple champion en titre de la superdivision masculine.
- Montpellier TT est le sextuple champion en titre de la superdivision féminine.

## Championnat messieurs

### Equipes
| \| Levallois SC TT CAM Bordeaux SAG Cestas TT Élan Nevers Nièvre Caen TTC Hommes Montpellier TT Bayard Argentan TTC Nantes Atlantique \| Localisation des clubs engagés dans le championnat. |
| Levallois SC TT CAM Bordeaux SAG Cestas TT Élan Nevers Nièvre Caen TTC Hommes Montpellier TT Bayard Argentan TTC Nantes Atlantique                                                           |

- Le CAM Bordeaux joue sa toute première saison dans l'élite du championnat masculin. La région bordelaise est bien représentée puisque le CAM Bordeaux est accompagné par le SAG Cestas TT[1].

### Déroulement du championnat
- Le début de championnat est serré et voit la défaite surprise du Levallois UTT face au Montpellier TT qui a su profiter de l'absence de leur leader Jean-Philippe Gatien, "le premier faux-pas depuis sept ans et deux mois" comme les Franciliens[2].
- Juste avant la trêve, Levallois UTT refait son retard sur son principal concurrent le Caen TTC en les battant 4 à 1 à domicile[2].
- À la mi-saison le Caen TTC et Levallois UTT sont donc au coude à coude avec six victoires pour une défaite.
- La fin de saison est palpitante, le Caen TTC réalise une deuxième partie de saison  parfaite en remportant tout ses matchs ainsi que la prestigieuse Ligue des Champions, tout comme le champion sortant le Levallois UTT en championnat.
- Tout se joue donc lors du dernier match de la saison qui oppose les deux leaders dans l'antre du Caen TTC. La partie est particulièrement serrée, le leader de Caen, le sud-Coréen Kim Taek Soo remporte ses deux rencontres en simple ainsi que le double associé à Franz, mais Damien Eloi se fait battre tour à tour par Jean-Philippe Gatien, Patrick Chila et Christophe Legout. Tout se joue donc dans le dernier simple opposant  Patrick Chila et Peter Franz. Le bras du no 4 Français, Patrick Chila, ne tremble pas ; il sort victorieux de sa rencontre en deux manches et permet à Levallois de battre Caen 4 à 3.
- Levallois UTT remporte ainsi son douzième titre consécutif[3]. L'unique défaite levaloisienne à Montpellier aura permis de donner un peu de piment au championnat, mais aura été insuffisante pour interrompre la formidable série des champions sortants[4].
- En bas de classement, avec 14 défaites en autant de matchs Bayard Argentan est relégué en division inférieure.

### Classement
Le classement à l'issue de la saison régulière :
| Cl | Équipes               | Pts | J  | V  | D  |
| -- | --------------------- | --- | -- | -- | -- |
| 1  | Levallois UTT         | 40  | 14 | 13 | 1  |
| 2  | Caen TTC              | 38  | 14 | 12 | 2  |
| 3  | Élan Nevers Nièvre    | 30  | 14 | 8  | 6  |
| 3  | Montpellier TT        | 30  | 14 | 8  | 6  |
| 3  | SAG Cestas TT         | 30  | 14 | 8  | 6  |
| 6  | TTC Nantes Atlantique | 24  | 14 | 5  | 9  |
| 7  | CAM Bordeaux          | 18  | 14 | 2  | 12 |
| 8  | Bayard Argentan       | 14  | 14 | 0  | 14 |

- Le Levallois UTT remporte son douzième titre de champion de France[6].
- L'équipe championne est composée de : Jean-Philippe Gatien, Christophe Legout, Patrick Chila et Cédric Mirault.

### Parcours en coupes d'Europe[7]
| Club          | Compétition                                      | Résultat                 | Ultime(s) adversaire(s) | Ultime(s) adversaire(s) | Ultime(s) adversaire(s) |
| ------------- | ------------------------------------------------ | ------------------------ | ----------------------- | ----------------------- | ----------------------- |
| Caen TTC      | Ligue des champions de tennis de table 1998-1999 | Vainqueur                | Borussia Dusseldorf     | Borussia Dusseldorf     | Borussia Dusseldorf     |
| Levallois UTT | Ligue des champions de tennis de table 1998-1999 | Phase de groupe (3eme/4) | Kalmar BTK              | Borussia Düsseldorf     | SVS Niederösterreich    |
| SAG Cestas TT | Coupe d'Europe Nancy-Evans 1998-1999             | Quart de Finale          | TTF Bad Honnef          | TTF Bad Honnef          | TTF Bad Honnef          |

Le Caen TTC remporte la première édition de la Ligue des champions en battant en finale le grand favori le Borrusia Dusselforf,,.

## Championnat féminin
Le classement à l'issue de la saison régulière :
| Cl | Équipes               | Pts | J  | V  | D  | P/F |
| -- | --------------------- | --- | -- | -- | -- | --- |
| 1  | Montpellier TT        | 40  | 14 | 13 | 1  | -   |
| 2  | US Kremlin Bicêtre    | 36  | 14 | 11 | 3  | -   |
| 3  | CAM Bordeaux          | 32  | 14 | 9  | 5  | -   |
| 4  | ASPTT Lille Métropole | 32  | 14 | 8  | 6  | -   |
| 5  | SMEC Metz             | 26  | 14 | 7  | 7  | -   |
| 6  | USO Mondeville        | 24  | 14 | 6  | 8  | -   |
| 7  | US Saint-Egrève       | 22  | 14 | 2  | 12 | 1   |
| 8  | AL Eysines            | 14  | 14 | 0  | 14 | -   |

- Montpellier TT remporte son septième titre consécutif.
- L'équipe championne est composée de Zheng Yuan, Anne Boileau, Andrea Holt et Gourin.
- L'US Saint-Egrève et l'AL Eysines sont relégués en division inférieur.